# Dnipriani
Dnipriani (en ucraniano: Дніпряни, romanizado: Dnipriany; en ruso: Днепряны, romanizado: Dnepriani) es un pueblo ucraniano perteneciente al óblast de Jersón. Situado en el sur del país, forma parte del raión de Kajovka y del municipio (hromada) de Nueva Kajovka.
El pueblo se encuentra ocupado por Rusia desde febrero de 2022 en el marco de la invasión rusa de Ucrania.

## Geografía
Dnipriani está situada en la orilla izquierda del río Dniéper, a 10 km de Nueva Kajovka.

## Historia
El pueblo fue fundado en 1791 con el nombre de Britani (en ucraniano: Британи, romanizado: Brytany) proviene de los primeros pobladores, los cosacos de Zaporiyia. El nombre tiene una clara relación con los hidrónimos locales, como lo demuestra el nombre de la isla del mismo nombre frente al pueblo. 
Este asentamiento desempeñó un papel importante en el desarrollo económico del condado de Dnipro de la gobernación de Táurida. Los caminos a Maslivka, Velika Mayachka, Chornianka, Kajovka y los campamentos de cosacos pasaban a través de él. Todavía es conocida por sus viñedos, jardines y campos de trigo. De la segunda mitad del siglo XIX, empresarios alemanes se establecieron en Britani y sus alrededores, y en 1889 un grupo de viticultores suizos del asentamiento de Chabot compró 1.000 hectáreas de tierra cerca de Britani, en las que se plantaron viñedos. Debido a la importante expansión de la viticultura, en 1921-1929, la Unión de Sociedades Cooperativas de Viticultores y Enólogos "Brytvin", que a su vez formaba parte de la unión cooperativa "Dniprovynsoyuz", estuvo activamente activa en Britani.
En la década de 1920 comenzó el proceso de desarme, comenzaron las represiones contra los campesinos, muchos propietarios fueron llevados a Siberia o simplemente destruidos por activistas del Partido Comunista. La tierra, los huertos y los viñedos fueron casi destruidos por el nuevo gobierno. La destrucción de la población trabajadora de Dnipro, multiplicada por la sequía y la política antiucraniana del Partido Comunista, condujo a tres períodos de hambruna en el pueblo: 1925 y 1932-1933. Algunos sobrevivieron gracias al ingenio, haciendo sopas con corteza de árbol y hierbas.
En 1941, la opresión comunista dio paso a la opresión nazi. Bajo los lemas de libertad y oportunidades de ingresos, muchos niños y niñas fueron llevados a Alemania para realizar trabajos forzados. Algunos trabajaron en las fábricas de IG Farben. Después de la liberación del pueblo de los fascistas, la hambruna volvió a apoderarse de él (1947).
Dnipriani recibió su nombre actual en 1946 y desde 1956, Dnipriani tiene el estatus de asentamiento de tipo urbano. El 5 de febrero de 1965, por decreto del Presidium de la Rada Suprema de la RSS de Ucrania, el Consejo de Asentamiento de Dnipro del distrito de Kajovka fue transferido al ayuntamiento de Nueva Kajovka.
El 2 de octubre de 2018, la gente de Dnipriani pasó a formar parte de la Comunidad Territorial de Nueva Kajovka. Hasta el 18 de julio de 2020, Dnipriani fue parte del municipio de Nueva Kajovka. El raión se abolió en julio de 2020 como parte de la reforma administrativa de Ucrania, que redujo el número de rayones del óblast de Jersón a cinco. El área del municipio de Nueva Kajovka se fusionó con el raión de Kajovka.En 2023, Dnipriani perdió el estatus de asentamiento de tipo urbano debido a la eliminación de este estatus administrativo.
La ciudad se encuentra ocupada por Rusia desde febrero de 2022 en el marco de la invasión rusa de Ucrania. El 6 de junio de 2023, se produjo la destrucción de la presa de Kajovka, acción atribuida al ejército ruso, lo cual llevó a la inundación de todos los alrededores de la desembocadura del río Dniéper.

## Demografía
La evolución de la población de Dnipriani entre 1886 y 2022 fue la siguiente:
| 872                                                           | 1574 | 4431 | 4240 | 4172 | 3930 |
| (Fuente: Cities & Towns of Ukraine y UKRAINE: Größere Städte) |      |      |      |      |      |

Según el censo de 2001, la lengua materna de la mayoría de los habitantes, el 78,73%, es el ucraniano; del 18,67% es el ruso.

## Infraestructura

### Transporte
El asentamiento tiene acceso por carretera a Nueva Kajovka y luego a la autopista M14 que conecta Jersón con Melitópol. La estación de tren más cercana, se encuentra en Nueva Kajovka (Elektromash) que está en el ferrocarril que conecta Mikolaiv a través de Snijurivka y Nueva Kajovka con Melitópol. 